# Кораблин, Юрий Вадимович
Юрий Вадимович Кораблин (30 января 1960, Москва, РСФСР — 20 сентября 2016, Москва, Российская Федерация) — российский государственный деятель, мэр города Химки (1996—2001), один из основателей баскетбольного и футбольного клубов «Химки». Кандидат политических наук (2000). Полковник органов внутренних дел.

## Биография
В 1981 году окончил Ивановское пожарно-техническое училище МВД СССР, а также юридический институт. Служил в органах внутренних дел в должностях от курсанта до начальника части; воинское звание - полковник.
В 1990 году был избран депутатом Химкинского городского Совета народных депутатов.
С 1991 года по 1996 год — глава администрации Химкинского района Московской области.
С 1996 по 2001 год — мэр города Химки.
С 2001 года — депутат Московской областной Думы.
В 2011 году купил итальянский футбольный клуб «Венеция».
В СМИ неоднократно выходили материалы, где имя политика было связано с громкими преступлениями, в том числе и коррупционной направленности: его комментарии в связи с убийством депутата Госдумы Андрея Айздердзиса, смена собственника ОАО «Опытный завод Стройдормаш», публикацией «прослушки» о фальсификациях за деньги в ходе проведения выборов в 2001 году

## Личная жизнь
Юрий Кораблин был женат. Четверо детей.